# Euodus (Erzieher Caracallas)
Euodus (griechisch Eúodos; † wohl 211) war der Erzieher des späteren römischen Kaisers Caracalla. Er ist nur aus dem Geschichtswerk Cassius Dios bekannt.
Euodus war ein kaiserlicher Freigelassener. Kaiser Septimius Severus übertrug ihm die Erziehung seines Sohnes Caracalla, der später sein Nachfolger wurde. Auf Caracallas Veranlassung ließ Euodus den Kaiser über ein angebliches Mordkomplott gegen ihn und Caracalla informieren, dessen Urheber der außerordentlich mächtige Prätorianerpräfekt Plautian sei. Dies war eine Intrige Caracallas, in Wirklichkeit gab es keine derartige Verschwörung. Plautian war Caracallas Schwiegervater, wurde aber von ihm als Rivale betrachtet und gehasst. Euodus veranlasste drei Centurionen, Plautian des Mordplans gegen Severus und Caracalla zu bezichtigen; sie behaupteten, der Präfekt habe sie und sieben weitere Centurionen zu dem geplanten Attentat angestiftet. Damit trug der Freigelassene wesentlich dazu bei, dass Caracalla den Machtkampf mit dem Präfekten gewann. Severus schenkte den Centurionen Glauben. Im Januar 205 wurde Plautian gestürzt und auf Veranlassung Caracallas ermordet. Im Senat wurde vorgeschlagen, Euodus durch besondere Ehrungen zu würdigen, doch untersagte Severus einen derartigen Beschluss, da eine Ehrung durch den Senat einem Freigelassenen nicht zustehe. Caracalla ließ Euodus hinrichten, nachdem er im Februar 211 die Macht übernommen hatte.